# Living life
Living Life è stata una formazione di jazz rock torinese attiva nella seconda metà degli anni Settanta.

## Storia
Venne fondata dal batterista Johnny Betti (che sul disco Let, 1975, appare sotto lo pseudonimo "Nijo Tibet"), il quale abbandonò  i Circus 2000 nel 1972, dopo la pubblicazione del primo LP. Anche l'ex chitarrista dei Circus 2000, Marcello "Spooky" Quartarone, faceva parte della prima formazione dei Living Life, così come l'ex tastierista de I Ragazzi del Sole, Piercarlo Bettini.
Let fu recensito sulla rivista Musica Jazz, gennaio 1979, p. 35, da Gian Carlo Roncaglia, che in quell'occasione fornì la seguente informazione: "Dai Living Life sono nati poi – a quanto so – i Camarillo Brillo (…)".

## Formazioni

### 1975
- Marcello Quartarone (chitarra, voce)
- Walter Negri (sax, flauto)
- Piercarlo Bettini (tastiere)
- Roberto Savarro (basso, voce)
- Johnny Betti (Nijo Tibet) (batteria, tastiere, voce)
- Sandro Gianotti (percussioni)

### 1981
- Johnny Betti (batteria, tastiere, voce)
- Daniele Pintaldi (chitarra)
- Flavio Cappello (flauto)
- Aldo Valente (synth, piano)
- Roberto Savarro (basso, voce)
- Gianni Cinti (oboe)
- Gianni Bianco (sintetizzatore)
- Piercarlo Bettini (Swami Zekuta) (tastiere)

## Discografia
- Let: from experience to experience, Shirak Records (LL 001) 1975, ristampato su cd Mellow (MMP 259), 1995
- Mysterious dream, Shirak (SLL 3308) 1981, ristampato su cd Mellow (MMP 265), 1995